# 乌恩贾劳尔
乌恩贾劳尔（Unjalaur），是印度泰米尔纳德邦Erode县的一个城镇。总人口2628（2001年）。

## 人口
该地2001年总人口2628人，其中男性1317人，女性1311人；0—6岁人口146人，其中男76人，女70人；识字率71.84%，其中男性为82.23%，女性为61.40%。